# La fiamma e la morte
La fiamma e la morte (Fire, burn!) è un romanzo giallo del 1957 scritto da John Dickson Carr; è uno dei suoi mystery di ambientazione storica.

## Trama
John Cheviot è un sovrintendente della Squadra Omicidi di Scotland Yard. Una notte, nel recarsi in tassì in ufficio, è coinvolto in un incidente: quando riprende i sensi scopre di trovarsi su una carrozza nella Londra del 1829, quando il Ministro dell'Interno Robert Peel sta iniziando a mettere in piedi quella che ancora non è Scotland Yard, sotto la guida dei suoi primi capi (il colonnello Charles Rowan e l'avvocato Richard Mayne). Dai suoi nuovi datori di lavoro Cheviot riceve come primo incarico quello di indagare sul furto di becchime da uccelli in casa di Lady Mary Cork. Cheviot vi si reca, scoprendo nel frattempo di essere l'amante della bellissima Lady Flora Drayton e di appartenere all'alta società; appena comincia le indagini però, la persona che sospetta del furto viene uccisa, e in modo inspiegabile.
Ancora confuso in un mondo in cui non si ritrova pienamente, Cheviot deve muoversi discretamente con il bagaglio di idee e scoperte del suo tempo e risolvere un mistero che si va complicando sempre di più, nel quale non è escluso che egli sia più coinvolto di quanto non sia consapevole...

## Edizioni italiane
- La fiamma e la morte, traduzione di Anna Maria Francavilla, collana I classici del giallo Mondadori n. 408, Arnoldo Mondadori Editore, settembre 1982, pp. 215.
- La fiamma e la morte, traduzione di Anna Maria Francavilla, collana I classici del giallo Mondadori n. 1310, Arnoldo Mondadori Editore, novembre 2012.

## Trasposizione televisiva
Anteriormente l'edizione in lingua italiana, ne venne prodotto un adattamento per la RAI dal titolo Morte a passo di valzer, che andò in onda sul Secondo Canale in tre puntate tra il 3 e il 17 ottobre 1979; il personaggio di John Cheviot era interpretato da Gianni Garko.